# Toán tử Laplace
Trong toán học và vật lý, toán tử Laplace hay Laplacian, ký hiệu là {\displaystyle \Delta \,}  hoặc {\displaystyle \nabla ^{2}}  được đặt tên theo Pierre-Simon de Laplace, là một toán tử vi phân, đặc biệt trong các toán tử elliptic, với nhiều áp dụng. Trong vật lý, nó được sử dụng trong mô tả của quá trình truyền sóng, quá trình truyền nhiệt và tạo nên phương trình Helmholtz. Nó cũng có vai trò quan trọng trong tĩnh điện và cơ học chất lưu, thành phần chính trong phương trình Laplace và phương trình Poisson. Trong cơ học lượng tử, nó đại diện cho động năng trong phương trình Schrödinger. Trong toán học, hàm số nào mà bằng không dưới toán tử Laplace được gọi là hàm điều hòa; toán tử Laplace ở trung tâm của lý thuyết Hodge và trong các kết quả của de Rham cohomology.

## Định nghĩa
Toán tử Laplace là toán tử vi phân bậc 2 trong không gian Euclid n-chiều, định nghĩa như là div ({\displaystyle \nabla \cdot }) của gradient ({\displaystyle \nabla f}). Do đó nếu f là một hàm số thực có đạo hàm bậc 2, thì Laplacian của f được định nghĩa bởi
{\displaystyle \Delta f=\nabla ^{2}f=\nabla \cdot \nabla f,}   (1)
Nói một cách tương đương, Laplacian của f là tổng của các đạo hàm riêng bậc 2 thuần túy trong tọa độ Descartes {\displaystyle x_{i}}:
{\displaystyle \Delta f=\sum _{i=1}^{n}{\frac {\partial ^{2}f}{\partial x_{i}^{2}}}.}   (2)

## Biểu diễn trong các tọa độ khác nhau

### Trong hai chiều
Toán tử Laplace trong không gian hai chiều được viết như là
{\displaystyle \Delta f={\frac {\partial ^{2}f}{\partial x^{2}}}+{\frac {\partial ^{2}f}{\partial y^{2}}}}
với x và y là tọa độ Descartes trong mặt phẳng xy.
Trong tọa độ cực,
{\displaystyle \Delta f={1 \over r}{\partial  \over \partial r}\left(r{\partial f \over \partial r}\right)+{1 \over r^{2}}{\partial ^{2}f \over \partial \theta ^{2}}.}

### Trong ba chiều
Trong không gian 3 chiều, người ta thường viết toán tử Laplace sử dụng nhiều hệ tọa độ khác nhau.
Trong tọa độ Descartes,
{\displaystyle \Delta f={\frac {\partial ^{2}f}{\partial x^{2}}}+{\frac {\partial ^{2}f}{\partial y^{2}}}+{\frac {\partial ^{2}f}{\partial z^{2}}}.}
Trong tọa độ trụ,
{\displaystyle \Delta f={1 \over \rho }{\partial  \over \partial \rho }\left(\rho {\partial f \over \partial \rho }\right)+{1 \over \rho ^{2}}{\partial ^{2}f \over \partial \theta ^{2}}+{\partial ^{2}f \over \partial z^{2}}.}
Trong tọa độ cầu:
{\displaystyle \Delta f={1 \over r^{2}}{\partial  \over \partial r}\left(r^{2}{\partial f \over \partial r}\right)+{1 \over r^{2}\sin \theta }{\partial  \over \partial \theta }\left(\sin \theta {\partial f \over \partial \theta }\right)+{1 \over r^{2}\sin ^{2}\theta }{\partial ^{2}f \over \partial \phi ^{2}}.}
({\displaystyle \theta \ } là góc đo từ cực Bắc và {\displaystyle \phi } là kinh độ).Biểu thức {\displaystyle {1 \over r^{2}}{\partial  \over \partial r}\left(r^{2}{\partial f \over \partial r}\right)} có thể được thay bằng biểu diễn tương đương {\displaystyle {1 \over r}{\partial ^{2} \over \partial r^{2}}\left(rf\right)}.

### Không gianNchiều
Trongtọa độ cầu trong {\displaystyle N} chiều, với cách đặt tham số {\displaystyle x=r\theta \in {\mathbb {R} }^{N}} với {\displaystyle r\in [0,+\infty )} và {\displaystyle \theta \in S^{N-1}},
{\displaystyle \Delta f={\frac {\partial ^{2}f}{\partial r^{2}}}+{\frac {N-1}{r}}{\frac {\partial f}{\partial r}}+{\frac {1}{r^{2}}}\Delta _{S^{N-1}}f}
mà {\displaystyle \Delta _{S^{N-1}}} là toán tử Laplace–Beltrami trên mặt cầu trong không gian {\displaystyle N-1} (còn gọi là Laplacian cầu). Người ta cũng có thể viết {\displaystyle {\partial ^{2}f \over \partial r^{2}}+{\frac {N-1}{r}}{\frac {\partial f}{\partial r}}} một cách tương đương như là {\displaystyle {\frac {1}{r^{N-1}}}{\frac {\partial }{\partial r}}{\Bigl (}r^{N-1}{\frac {\partial f}{\partial r}}{\Bigr )}.}

## Các hằng đẳng thức
- Nếu f và g là hai hàm số, thì Laplacian của tích fg sẽ là

{\displaystyle \Delta (fg)=(\Delta f)g+2((\nabla f)\cdot (\nabla g))+f(\Delta g).}
Trong trường hợp đặc biệt khi f là một hàm phụ thuộc vào bán kính {\displaystyle f(r)} và g là một hàm cầu điều hòa, {\displaystyle Y_{lm}(\theta ,\phi )}. Ta thường gặp 
trường hợp đặc biệt này trong nhiều mô hình vật lý. Gradient của {\displaystyle f(r)} là một vectơ theo hướng bán kính và gradient của một hàm chỉ phụ thuộc vào góc là tiếp tuyến với véctơ bán kính, do đó
{\displaystyle 2(\nabla f(r))\cdot (\nabla Y_{lm}(\theta ,\phi ))=0.}
Thêm nữa, hàm cầu điều hòa có tính chất đặc biệt là eigenfunction của toán tử Laplacian trong tọa độ cầu.
{\displaystyle \Delta Y_{\ell m}(\theta ,\phi )=-{\frac {\ell (\ell +1)}{r^{2}}}Y_{\ell m}(\theta ,\phi ).}
Do đó,
{\displaystyle \Delta (f(r)Y_{\ell m}(\theta ,\phi ))=\left({\frac {d^{2}f(r)}{dr^{2}}}+{\frac {2}{r}}{\frac {df(r)}{dr}}-{\frac {\ell (\ell +1)}{r^{2}}}f(r)\right)Y_{\ell m}(\theta ,\phi ).}